# Långträsk
Långträsk är en småort i Piteå socken i Piteå kommun inom området Markbygden. Långträsk är också en driftplats (driftplatssignatur Ltk) utan resandeutbyte (mötesstation) längs stambanan genom övre Norrland. 
Långträsk ligger ungefär mitt emellan Piteå och Arvidsjaur längs länsväg 373. Nasaleden, en snöskoterled mellan Piteå och Nasafjället, passerar orten. Långträsk ligger ungefär 3 km söder om Åbyälven och ca 2 km öster om byn, tillika sjön, Storlångträsk. 

## Historik
Långträsk är en relativt ung ort som bildades i samband med utbyggnaden av stambanan. Den "gamla" byn låg 2 km västerut vid sjön Storlångträsket vilket också gav namn åt den nya orten. Under andra världskriget transporterades sårade tyska soldater genom Sverige med den så kallade permittenttrafiken. Svårt skadade soldater kunde få vård i svenska krigssjukhus i Norrbotten. I Långträsk låg ett av dessa krigssjukhus som hade 190 platser och 50 anställda. Sjukhuset stod klart år 1935 och kompletterades senare med en sjukhusbarack med ytterligare 36 platser. Under 2017 lade Skanova ned det kopparbaserade telenätet på orten.

### Befolkningsutveckling
| Befolkningsutvecklingen i Långträsk 1960–2015 | Befolkningsutvecklingen i Långträsk 1960–2015 | Befolkningsutvecklingen i Långträsk 1960–2015 | Befolkningsutvecklingen i Långträsk 1960–2015 | Befolkningsutvecklingen i Långträsk 1960–2015 |
| --------------------------------------------- | --------------------------------------------- | --------------------------------------------- | --------------------------------------------- | --------------------------------------------- |
|                                               |                                               |                                               |                                               |                                               |
| År                                            |                                               |                                               | Folkmängd                                     | Areal (ha)                                    |
| 1960                                          | 1960                                          |                                               | 341                                           | 78                                            |
| 1965                                          | 1965                                          |                                               | 390                                           | 78                                            |
| 1970                                          | 1970                                          |                                               | 277                                           |                                               |
| 1975                                          | 1975                                          |                                               | 295                                           |                                               |
| 1980                                          | 1980                                          |                                               | 224                                           |                                               |
| 1990                                          | 1990                                          |                                               | 185                                           | 39#                                           |
| 1995                                          | 1995                                          |                                               | 185                                           | 78#                                           |
| 2000                                          | 2000                                          |                                               | 174                                           | 78#                                           |
| 2005                                          | 2005                                          |                                               | 145                                           | 78#                                           |
| 2010                                          | 2010                                          |                                               | 109                                           | 76#                                           |
| 2015                                          | 2015                                          |                                               | 101                                           | 56#                                           |
| Anm.: Upphörde som tätort 1990. # Som småort. |                                               |                                               |                                               |                                               |

## Byggnader
Långträsks kyrka invigdes år 1901.
Stationshuset av Byskemodellen finns kvar. 

## Galleri

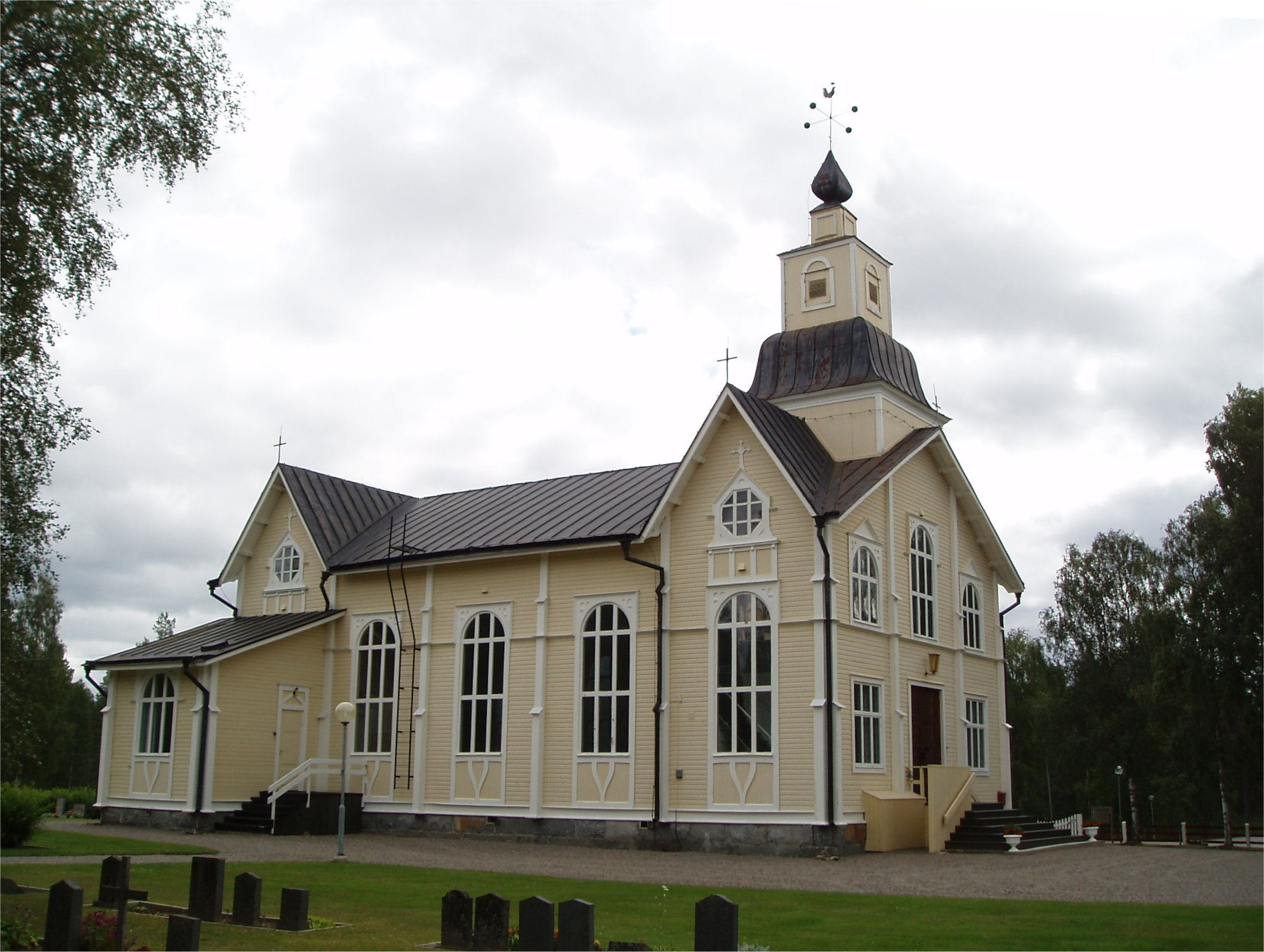
Långträsks kyrka
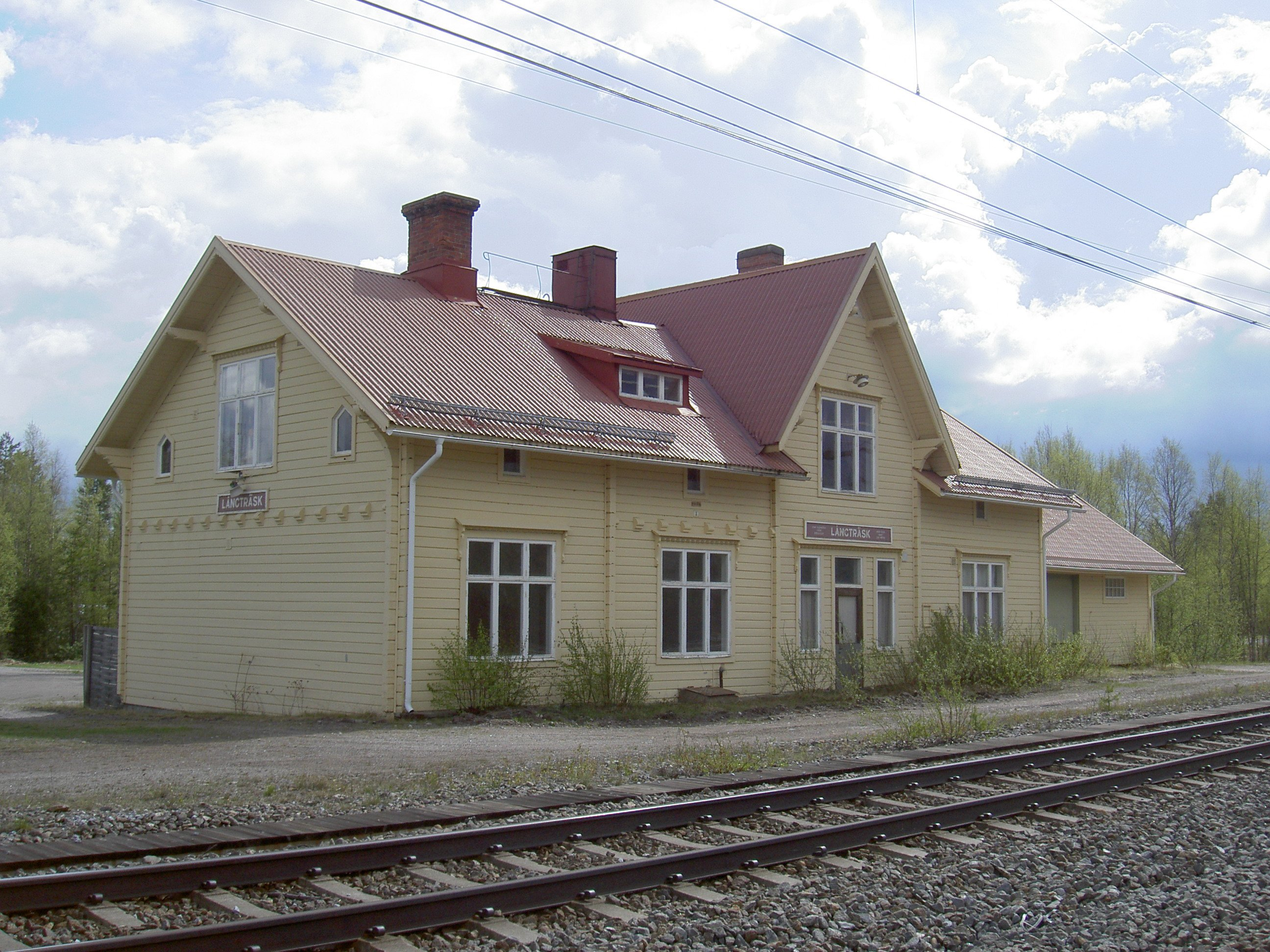
Järnvägsstationen i Långträsk